# Kamarás Árpád
Kamarás Árpád (Budapest, 1898–1978) magyar nemzetközi labdarúgó-játékvezető.

## Pályafutása

### Nemzeti játékvezetés
Játékvezetésből 1923-ban Budapesten, a Magyar Futballbírák Testülete (BT) előtt vizsgázott. Az MLSZ által üzemeltetett labdarúgó bajnokságokban kezdte sportszolgálatát. A BT javaslatára NB II-es, 1925-től NB I-es bíró. Küldési gyakorlat szerint rendszeres partbírói szolgálatot is végzett. Rekord ideig, 32 éven keresztül bíráskodott, ez alatt 900 mérkőzésen volt játékvezető, illetve partbíró. A nemzeti játékvezetéstől 1955-ben visszavonult. NB I-es mérkőzéseinek száma: 202.
1950. márciusban a Magyar Futballbírák Testületének (BT) főtitkára, Tabák Endre a játékvezetők részére egységes felszerelést készíttetett. A felső ruházat fekete ing, JT emblémával, fehér gallérral, az újak és a nyak fehér szegéllyel. Fekete sportnadrág, fekete sportszár fehér szegéllyel. Ugyanakkor FIFA JB szettet kaptak nemzetközi játékvezetőink: Kamarás Árpád, Dorogi Andor, Gerő Ferenc, Klug Frigyes, Hertzka Pál, Iváncsics Mihály és a 40 éves jubileumát ünneplő Bíró Sándor. A Kozma utcai izraelita temetőben nyugszik (F-19-11). 
| Időpont            | Helyszín                    | Mérkőzés típusa          | Mérkőzés                   | Eredmény | Nézők száma |
| ------------------ | --------------------------- | ------------------------ | -------------------------- | -------- | ----------- |
| 1925. december 23. | Üllői úti Stadion, Budapest | első NB I-es mérkőzése   | Nemzeti SC–VAC             | 1 – 1    | 4000        |
| 1955. október 30.  | PVSK pálya, Pécs            | utolsó NB I-es mérkőzése | Pécsi Dózsa–Dorogi Bányász | 1 – 1    | 14 000      |

#### Nemzeti kupamérkőzések
Vezetett kupa-döntők száma: 1.

##### Magyar labdarúgókupa
| Időpont             | Helyszín             | Mérkőzés típusa | Mérkőzés                     | Eredmény | Nézők száma |
| ------------------- | -------------------- | --------------- | ---------------------------- | -------- | ----------- |
| 1955. augusztus 20. | Népstadion, Budapest | döntő           | Vasas SC–Budapesti Honvéd SE | 3 – 2    | 40 000      |

### Nemzetközi játékvezetés
A Magyar Labdarúgó-szövetség (MLSZ) a Magyar Futballbírák Testülete (BT) ajánlása alapján felterjesztette nemzetközi játékvezetőnek, a Nemzetközi Labdarúgó-szövetség (FIFA) 1947-től tartotta-tartja nyilván bírói keretében. Több nemzetek közötti válogatott és klubmérkőzést vezetett, vagy működő társának partbíróként segített. Tevékenységének idején a külföldi mérkőzésekre a hármasokat más-más országból állították össze. Szakmai munkáját elismerve Chiléből kapott profi-játékvezetői szerződést, de nem vállalta. A nemzetközi játékvezetéstől 1949-ben búcsúzott. 42 nemzetközi mérkőzésen közreműködött. Válogatott mérkőzéseinek száma: 5.

#### Balkán-bajnokság
| Időpont         | Helyszín                    | Mérkőzés típusa                 | Mérkőzés        | Eredmény | Nézők száma |
| --------------- | --------------------------- | ------------------------------- | --------------- | -------- | ----------- |
| 1947. május 25. | Qemal Stafa Stadion, Tirana | első nemzetek közötti mérkőzése | Albánia–Románia | 0 – 4    | 20 000      |

#### Európa-kupa
| Időpont           | Helyszín                 | Mérkőzés típusa                 | Mérkőzés               | Eredmény | Nézők száma |
| ----------------- | ------------------------ | ------------------------------- | ---------------------- | -------- | ----------- |
| 1948. október 31. | Tehelné pole, Bratislava | első nemzetek közötti mérkőzése | Csehszlovákia–Ausztria | 3 – 1    | 35 000      |

## Szakmai sikerek
Magyar Köztársasági Érdemrend bronz fokozata (1947)

## Külső hivatkozások
- Kamarás Árpád. World Referee. [2012. szeptember 29-i dátummal az eredetiből archiválva]. (Hozzáférés: 2012. szeptember 2.)
- Kamarás Árpád. footballdatabase.eu. (Hozzáférés: 2012. szeptember 2.)
- Kamarás Árpád. eu-football.info. (Hozzáférés: 2012. szeptember 2.)
- Kamarás Árpád. magyarfutball.h. (Hozzáférés: 2012. szeptember 2.)
- Kamarás Árpád játékvezetői adatlapja a Nemzeti Labdarúgó Archívum oldalán